# دریاچه پیتلیس
دریاچه پیتلیس (انگلیسی: Pitelis) یک دریاچه در استان پسکوف کشور روسیه است.